# Matilde Iborra García
Matilde Iborra García (Elx, Baix Vinalopó, ca. 1899 - 6 de gener de 1975) fou una dirigent valenciana d'Unió Republicana.

## Biografia
Nasqué a Elx el 1899 i fou infermera de l'Hospital Municipal d'aquesta localitat durant la Guerra Civil. Militant del Partit Republicà Radical Socialista, fou nomenada presidenta del Comitè Femení del seu partit el 1932, per la qual cosa podem suposar que fou una de les dones més actives políticament des de la proclamació de la Segona República. L'ajuntament il·licità no arribà a comptar amb cap dona entre els anys 1931-1936 i hauria d'arribar la Guerra Civil perquè s'hi incorporaren com a conselleres municipals dones socialistes, comunistes i republicanes; la CNT fou l'única organització que no va arribar a ser representada per dones. En el cas dels partits republicans, a Elx el partit amb major presència fou la Unió Republicana de Diego Martínez Barrio, que va arribar a comptar amb el setmanari Adelante durant la Guerra Civil. Respecte a l'activitat política de Matilde Iborra García, comptem amb molt poques referències. Així, sabem que el 2 de febrer de 1936, en la campanya electoral de les eleccions generals de 16 de febrer, va participar en un míting d'Unió Republicana a la seua seu social, on intervingueren, a més de Matilde Iborra, Serafín Esclapez, Francisco Boix Lizón i Rafael Ramos Folqués. El 25 de setembre de 1936, el diari republicà El Día d'Alacant informà de la visita a Madrid del Batalló Martínez Barrio de les militants d'Unió Republicana Milagros Pelegrín, Antonia Castellano i Matilde Iborra, amb 8.000 peces d'abrigar. Igualment, Matilde Iborra fou nomenada el 25 de setembre de 1936 representant de l'ajuntament en la comissió creada «Prosetmana del xiquet».
El 31 de març de 1937 fou nomenada consellera municipal i quarta tinenta d'alcalde, en substitució de José Conrado Alcaraz Parra, on s'ocupà dels departaments de Places i mercats; Vies i obres; i Proveïments. Substituí el seu company de partit José Conrado Alcaraz Parra quan aquest, suposem, fou mobilitzat. El 5 d'abril de 1937 va formar part de la Comissió d'Avituallaments, al costat de Rita García (PSOE), Juan Campello García (CNT), Leopoldo Maestre Micó (ER) i Pedro Escalante (PCE). L'única intervenció de Matilde Iborra en un ple que hem pogut recollir es va produir el 28 de juliol de 1937 quan, amb el seu company de partit Boix Lizón, demanaren que els ferits i els malalts que ingressaren a l'Hospital Municipal lliuraren voluntàriament els diners que portaren damunt. El 27 d'octubre de 1937 va sol·licitar l'excedència de l'Hospital Municipal per a dedicar-se a la Conselleria de Proveïments i l'1 de desembre d'aquest any fou substituïda, sense que en coneguem els motius, per Francisco Antón Rodríguez. Per la seua companya de partit Milagros Pelegrín sabem que va patir uns tres anys de presó en la postguerra, i que passà pels centres penitenciaris d'Elx, Alacant i Barcelona. Va morir amb 76 anys.